# Résolution 1533 du Conseil de sécurité des Nations unies
Membres permanents
- Chine
- États-Unis
- France
- Royaume-Uni
- Russie

Membres non permanents
- Algérie
- Allemagne
- Angola
- Bénin
- Brésil
- Chili
- Espagne
- Pakistan
- Philippines
- Roumanie

Résolution no 1532 Résolution no 1534
La résolution 1533 du Conseil de sécurité des Nations Unies, adoptée à l'unanimité le 12 mars 2004, après avoir rappelé toutes les résolutions précédentes sur la situation en République démocratique du Congo, a créé un comité des sanctions chargé de surveiller l'embargo sur les armes imposé à toutes les forces étrangères et congolaises dans l'est du pays. 

## Résolution

### Préambule
Dans le préambule de la résolution, le Conseil de sécurité a exprimé sa préoccupation face à la présence de groupes armés et de milices au Nord et au Sud-Kivu et en Ituri, dans l’est de la République démocratique du Congo. Elle a par la suite condamné le flux illégal d'armes vers le pays et s’est déclarée déterminée à surveiller l’embargo sur les armes imposé par la résolution 1493 (2003).
En outre, le droit du peuple congolais à contrôler ses ressources naturelles et les liens entre l’exploitation des ressources naturelles et le trafic d’armes ont été reconnus. 

### Dispositif
Agissant en vertu du Chapitre VII de la Charte des Nations Unies, le Conseil a exigé que tous les États s’abstiennent de fournir des armes et du matériel aux groupes armés opérant dans l’est de la République démocratique du Congo. La Mission des Nations Unies en République démocratique du Congo (MONUC) a été priée de continuer à inspecter les cargaisons et de saisir tout équipement en violation de l’embargo. Il a également exigé que toutes les parties autorisent un accès sans entrave au personnel de la MONUC et a condamné l’exploitation continue des ressources naturelles qui alimente le conflit dans la région. Les États voisins ont été exhortés à veiller à ce qu’aucune aide militaire ou financière directe ne soit accordée aux mouvements et aux groupes armés du pays.
La résolution a créé un organe subsidiaire sous la forme d'un comite des sanctions du Conseil de sécurité chargé de faire rapport de ses observations et recommandations concernant l’embargo sur les armes et les moyens d’améliorer son efficacité. Tous les pays devaient rendre compte dans un délai de 60 jours des mesures qu’ils avaient prises pour mettre en œuvre l’embargo prévu par la résolution 1493. Entre-temps, le Secrétaire général Kofi Annan a été chargé de nommer un groupe de quatre experts maximum, dont l'une était Kathi Lynn Austin, experte reconnue en matière de trafic d'armes, pour recueillir et analyser des informations et suggérer des moyens permettant aux États d'améliorer leurs capacités à mettre en œuvre l'embargo, pour une période allant jusqu'au 28 juillet 2004, en maintenant une étroite coopération avec le comité. 
Le Représentant spécial du Secrétaire général a été prié de signaler tout cas de fourniture d’armes aux groupes armés et de présence de forces étrangères en République démocratique du Congo. Enfin, la société internationale a été appelée à coopérer avec le comité, le groupe d'experts et la MONUC, et à fournir au gouvernement congolais une assistance afin qu'il puisse contrôler ses frontières et son espace aérien.

## Postérité
Le comité des sanctions et le groupe d'experts demeurent en fonction. Son mandat a été par la suite étendu aux interdictions de voyager, au gel des avoirs, aux interdictions de transport et aux contrôles douaniers, avec la résolution 1807 (2008).

## Voir également
- conflit du Kivu
- Conflit en Ituri
- Seconde guerre du Congo
- Résolution 1807 du Conseil de sécurité des Nations Unies
- Sanctions internationales
- Liste des résolutions du Conseil de sécurité des Nations unies sur la République démocratique du Congo